# Malawi nos Jogos Olímpicos de Verão da Juventude de 2010
O Malawi participou dos Jogos Olímpicos de Verão da Juventude de 2010 em Singapura. Sua delegação foi composta de três atletas que competiram em igual número de esportes.

## Atletismo
| Evento          | Atleta       | Qualificação | Qualificação | Final     | Final        |
| Evento          | Atleta       | Resultado    | Posição      | Resultado | Posição      |
| --------------- | ------------ | ------------ | ------------ | --------- | ------------ |
| 400 m masculino | Golden Gunde | 48.68        | 10º (4º q3)  | 48.71     | 6º (Final B) |

## Natação
| Evento              | Atleta      | Qualificação | Qualificação | Semifinais  | Semifinais  | Final       | Final       |
| Evento              | Atleta      | Resultado    | Posição      | Resultado   | Posição     | Resultado   | Posição     |
| ------------------- | ----------- | ------------ | ------------ | ----------- | ----------- | ----------- | ----------- |
| 50 m livre feminino | Zahra Pinto | 31.08        | 50º (2º q1)  | Não avançou | Não avançou | Não avançou | Não avançou |

## Tênis de mesa
| Evento            | Atleta         | 1ª fase | 1ª fase | 1ª fase | 2ª fase consolação | 2ª fase consolação | 2ª fase consolação | Pos. final |
| Evento            | Atleta         | Grupo   | Confrontos | Pos.    | Grupo              | Confrontos | Pos.               | Pos. final |
| ----------------- | -------------- | ------- | --- | ------- | ------------------ | --- | ------------------ | ---------- |
| Simples masculino | Patrick Massah | B       | SIN Zhe Yu Clarence Chew D 0-3 (3-15, 2-11, 5-11) TUN Adem Hmam D 0-3 (3-11, 3-11, 5-11) TPE Hung Tzu-Hsiang D 0-3 (6-11, 4-11, 6-11) | 4º      | HH                 | ITA Leonardo Mutti D 0-3 (7-11, 2-11, 3-11) SRI Hasintha Arsa Marakkala D 0-3 (3-11, 3-11, 5-11) EGY Omar Bedair D 0-3 (2-11, 2-11, 3-11) | 4º                 | --         |

| Evento         | Atleta                                                          | 1ª fase | 1ª fase                                                                                                  | 1ª fase | Torneio de consolação                    | Torneio de consolação      | Pos. final |
| Evento         | Atleta                                                          | Grupo   | Confrontos                                                                                               | Pos.    | 1ª rodada                                | 2ª rodada                  | Pos. final |
| -------------- | --------------------------------------------------------------- | ------- | --- | ------- | ---------------------------------------- | -------------------------- | ---------- |
| Equipes mistas | Patrick Massah e SMR Letizia Giardi (Equipe Intercontinental 4) | B       | HUN Hungria D 0-3 (0-3, 0-3, 0-3) KOR Coreia do Sul D 0-3 (0-3, 0-3, 0-3) Europa 5 D 0-3 (1-3, 0-3, 0-3) | 4º      | NED Países Baixos V 2-0 (Não disponível) | IND Índia D 0-2 (0-3, 0-3) | 21º        |